# 기자회견

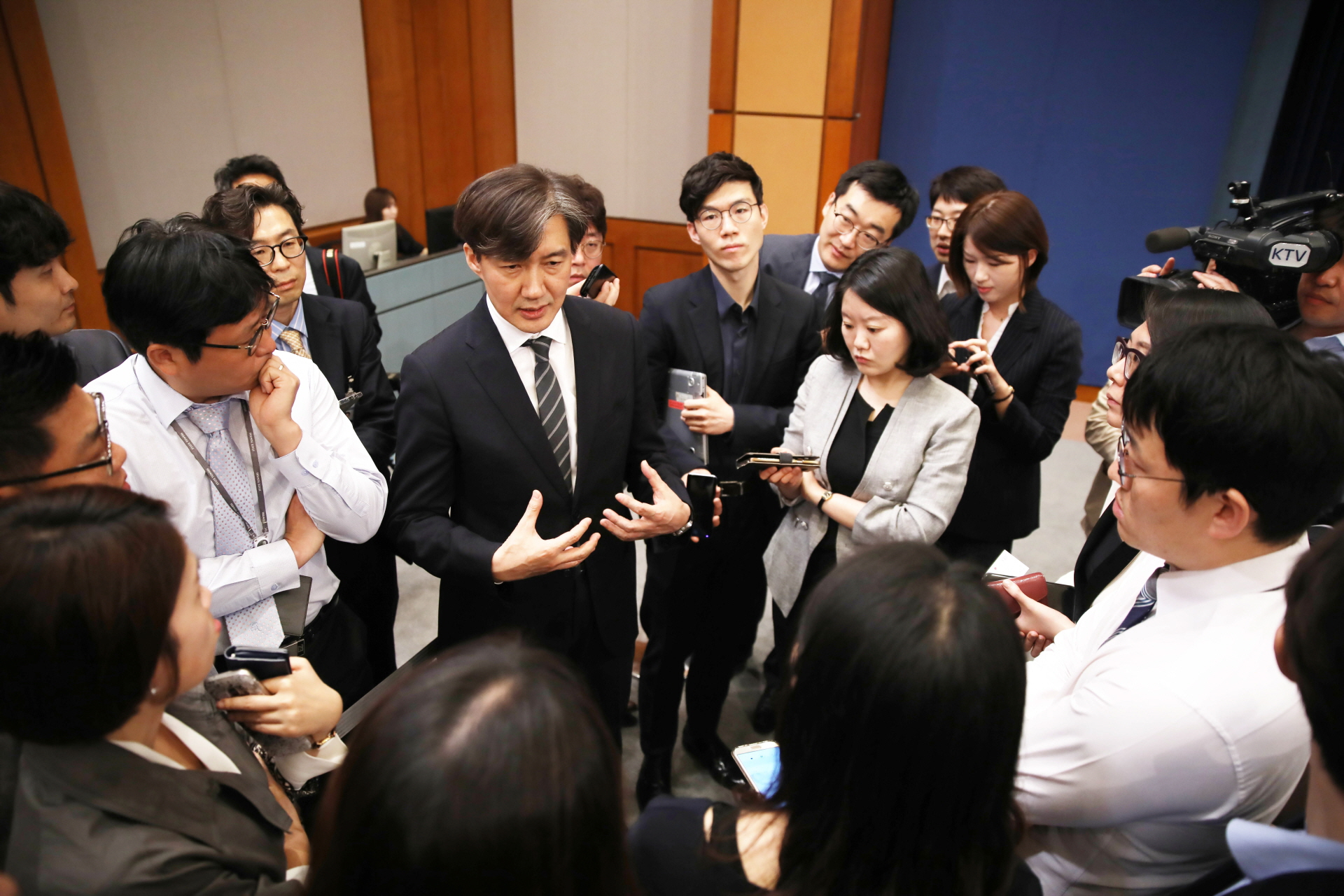
기자회견 후 기자들과 질의응답을 진행하는 조국 청와대 민정수석 (2017년 5월)

기자회견(記者會見, press conference 또는 news conference)은 미디어 이벤트의 하나로 기자들을 초청하여 주장을 발언하며 보통 그에대한 질문과 응답을 받는 행사이다. 청와대, 백악관과 같은 중요한 기관의 경우 기자회견을 위한 공간을 두고 거기서 기자회견을 갖기도 한다. 여러 발언자가 주최하는 기자회견을 합동기자회견이라고 한다.

## 같이 보기
- 보도자료
- 풀뿌리 민주주의
- PR (마케팅)